# Бат (округ, Кентуккі)
Шаблон:StateAbbr_ 38°08′ пн. ш. 83°44′ зх. д. / 38.14° пн. ш. 83.74° зх. д.
Округ Бат (англ. Bath County) — округ (графство) у штаті Кентуккі, США. Ідентифікатор округу 21011.

## Історія
Округ утворений 1811 року.

## Демографія
За даними перепису
2000 року
загальне населення округу становило 11085 осіб, усе сільське.
Серед мешканців округу чоловіків було 5476, а жінок — 5609. В окрузі було 4445 домогосподарств, 3194 родин, які мешкали в 4994 будинках.
Середній розмір родини становив 2,93.
Віковий розподіл населення поданий у таблиці:
| Стать    | До 15 років | 15-21 | 22-29 | 30-39 | 40-49 | 50-65 | 65-85 | Понад 85 |
| -------- | ----------- | ----- | ----- | ----- | ----- | ----- | ----- | -------- |
| Чоловіки | 1151        | 519   | 547   | 812   | 847   | 900   | 633   | 67       |
| Жінки    | 1085        | 488   | 543   | 820   | 805   | 946   | 754   | 168      |

## Суміжні округи
- Флемінґ — північ
- Роуен — схід
- Меніфі — південний схід
- Монтгомері — південний захід
- Бурбон — захід
- Ніколас — північний захід

## Виноски
1. ↑  U.S. Decennial Census. United States Census Bureau. Архів оригіналу за 26 квітня 2015. Процитовано 12 серпня 2014.
2. ↑  Historical Census Browser. University of Virginia Library. Архів оригіналу за 26 грудня 2013. Процитовано 12 серпня 2014.
3. ↑  Population of Counties by Decennial Census: 1900 to 1990. United States Census Bureau. Архів оригіналу за 13 жовтня 2014. Процитовано 12 серпня 2014.
4. ↑  Census 2000 PHC-T-4. Ranking Tables for Counties: 1990 and 2000 (PDF). United States Census Bureau. Архів оригіналу (PDF) за 18 грудня 2014. Процитовано 12 серпня 2014.
5. ↑  State & County QuickFacts. United States Census Bureau. Архів оригіналу за 6 липня 2011. Процитовано 5 березня 2014. [Архівовано 2011-06-07 у Wayback Machine.](англ.) Наведено за англійською вікіпедією.
6. ↑  American FactFinder. Бюро перепису населення США. Архів оригіналу за 26 лютого 2012. Процитовано 31 січня 2008. [Архівовано 2008-05-21 у Wayback Machine.]

| США | Це незавершена стаття з географії США. Ви можете допомогти проєкту, виправивши або дописавши її. |